# Ogarjova, 6
Ogarjova, 6 (russisk: Огарёва, 6) er en sovjetisk detektivfilm fra 1980 instrueret af Boris Grigorjev. Filmen er baseret på en roman med samme navn af Julian Semenov. Filmen har sin titel efter adressen til afdelingen for Sovjetunionens indenrigsministerium.
Filmen er en fortsættele af detektivfilmen Petrovka, 38.

## Medvirkende
- Vasilij Lanovoj som Vladislav Kostenko
- Georgij Jumatov som Aleksej Sadtjikov
- Jevgenij Gerasimov som Valentin Rosljakov
- Vsevolod Kuznetsov som Viktor Pimenov
- Dmitrij Dzjaijani som Viktor Kazjajev